# Arasada mollis
Arasada mollis är en fjärilsart som beskrevs av W. Warren 1912. Arasada mollis ingår i släktet Arasada och familjen nattflyn. Inga underarter finns listade i Catalogue of Life.